# Ralph Miliband

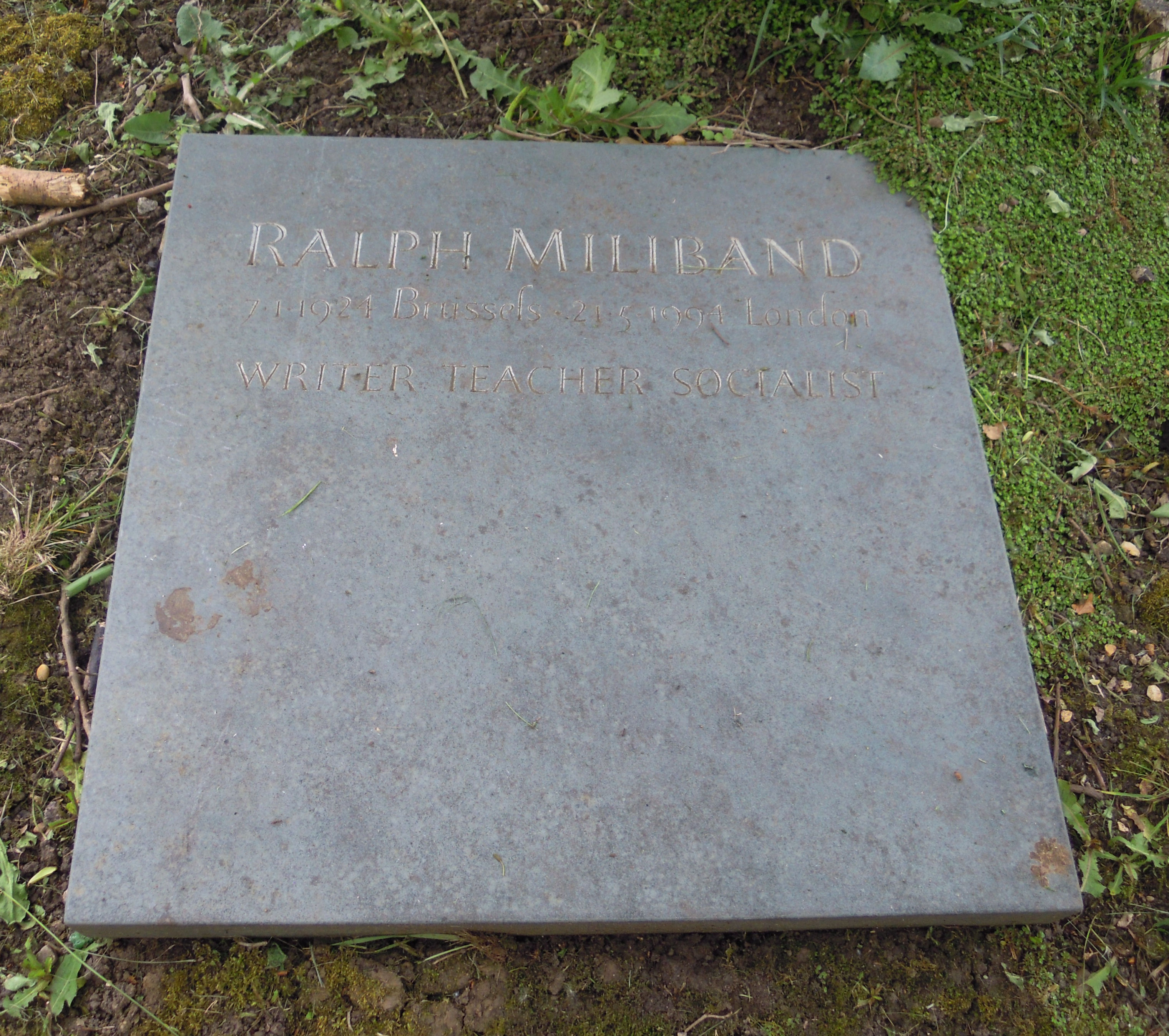
Túmulo de Ralph Miliband no cemitério de Highgate

Ralph Miliband, nome original Adolphe, (Bruxelas, Bélgica, 7 de janeiro de 1924 -  Westminster, Reino Unido, 21 de maio de 1994) foi um sociólogo britânico, filho de judeus de origem polonesa radicados na Bélgica.

## Biografia
Destacado teórico do marxismo da geração de E. P. Thompson, Eric Hobsbawm, e Perry Anderson. Sua família de origem judia exilou-se na Inglaterra, fugindo do nazismo. Ralph Miliband é pai de Ed Miliband, líder da oposição trabalhista ao governo conservador de David Cameron, desde 2010, e pai de David Miliband, também político do Partido Trabalhista.  
Os pais de Ralph, Samuel Miliband e Renia Miliband, viviam na área pobre de Varsóvia, Polônia, depois da I Guerra Mundial, no ano de 1922, emigraram para Bruxelas na Bélgica. Samuel Miliband membro do Partido Socialista Judeu da Polônia, instituição que lutava pela autonomia política, cultural e social dos judeus e contra o antissemitismo. Miliband era filho de um artesão de produtos de couro, sua mãe era vendedora de chapéus femininos,  a Grande Depressão dos anos 30 afetou profundamente a vida da família Miliband.

## Carreira
Miliband estudou na London School of Economics e serviu na  Marinha britânica. Graduou- se em 1947 na LSE, seu doutorado, com o titulo "Popular thought in the French Revolution", iniciado em 1947,
foi concluído em 1956. Ensinou na Roosevelt College, hoje Roosevelt University, em Chicago. Em 28 de setembro de 1948, tornou-  se cidadão britânico. Em 1949 exerceu o cargo de professor assistente de ciência política na LSE.
Miliband foi um dos líderes do movimento New Left que buscou ampliar os horizontes das esquerdas na Europa e no mundo, chamando atenção para uma variedade de temas no campo da cultura e da política, questões relativas às minorias, ao gênero, problemas do mundo subdesenvolvido e etc. Amigo de Hobsbawm, Harold Laski e C. Wright Mills. Crítico da URSS e seus satélites,
publicou inúmeras obras sobre marxismo, como "Marxist theory and the criticism of capitalism", "Parliamentary Socialism", 1961 e "Marxism and Politics", 1977.    

 

## A controvérsia sobre as matérias do Daily Mail
Recentemente o jornal britânico Daily Mail acusou Ralph Miliband de traição, de nutrir um profundo ódio pela Inglaterra e suas instituições e de simpatia pela URSS, fato que motivou dura resposta de Ed Miliband, no Parlamento, refutando todas as acusações, o periódico, contudo, manteve seus ataques. O jornal lançou mão de expressões pesadas em seus títulos de reportagem, como  "O homem que odiou a Inglaterra" e "Legado perverso", ao se referir a Ralph Miliband, que serviu por três anos na Marinha Real Britânica.
Ao contrário de exilados de formação liberal clássica, como Friedrich Hayek, Karl Popper e Isaiah Berlin, Milliband, claramente,  não se tornou um admirador do modelo inglês. Os refugiados de esquerda como Miliband, Hobsbawm e Isaac Deutscher tinham uma relação mais problemática, mais crítica, com as instituições políticas e com o capitalismo britânico. Os exilados de esquerda exibiam um amplo espectro que ia da social democracia, representada por autores como Thomas Balogh e Nicholas Kaldor, a marxistas e membros do  Partido Comunista.  Eram exilados com ideologias distintas e experiência de vida distintas também, como Isaiah Berlin e Gombrich. 
O grande mestre e orientador de Miliband na London School of Economics foi Harold Laski, nome de destaque da esquerda trabalhista e que era visto como um perigoso revolucionário pelos Tories, que lembravam discurso radicais de Harold Laski no passado. O desaparecimento de Laski afetou profundamente o pensamento social e político da LSE, entendia.  

## Pensamento
Ao contrário da grande maioria da esquerda contemporânea, Ralph Miliband não via como positivo o consenso alcançado nas democracias ocidentais, entre elementos do pensamento neoliberal, como privatizações,  livre mercado, desregulamentação, e a presença do setor público desenvolvendo políticas reformistas, redistributivas, e desempenhando serviços no campo social.  Ele defendia a criação de uma terceira força política na Inglaterra para quebrar o bipartidarismo de fato existente, que impedia uma transformação mais profunda da sociedade britânica. Segundo Miliband, o Partido Trabalhista também estava comprometido com os interesses do grande capital. Miliband não concordava com autores como Daniel Bell, James Burnham, Seymour M. Lipset, Ralf Dahrendorf , ou Francis Fukuyama, quem entendiam o capitalismo, ou a economia de mercado, administrado por gerentes ou técnicos profissionais, e a democracia liberal como a expressão de uma grande síntese histórica ideal, o melhor caminho para as sociedades industriais modernas. A fórmula sintética : geração de riqueza e redistribuição da mesma com a consequente elevação geral dos indicares sociais, via políticas públicas. 
Segundo suas análises, o capitalismo persiste com o velhos vícios estruturais, apesar de transformações importantes.  Sua linha era claramente de contracorrente diante do "mainstream" constituído, defendendo o controle público de empresas e políticas intervencionistas. Os gerentes ou os executivos profissionais não são mais generosos, mais justos, e nem visam mais o interesse público ou tampouco possuem maior responsabilidade social do que os proprietários ou acionistas majoritários.
Miliband entendia que socialismo é um objetivo de longo prazo, ainda vai levar um longo tempo para surgir, mas as desigualdades gritantes e esforços para uma maior equidade na distribuição da renda e na geração de oportunidades devem continuamente ser realizados, através da ação estatal.
O operariado não é revolucionário em essência, mas é uma força contra regimes de direita e um fator de temor,  através de reivindicações e mobilização, um agente de pressão por mudança, e que deve sofrer uma processo de conscientização política. O socialismo, para Miliband, era entendido como a combinação de uma possibilidade objetiva e exigência ética, via aprofundamento da democracia e reformas.
A formação de uma hegemonia proletária, nos termos de Gramsci, era fundamental, um Estado não neutro, mas a favor da classe operária, dirigido por ela, e não pela classe abastada, que, apesar das transformações e da mobilidade social, continuavam usando o Estado para o atendimento de seus interesses. (Cfr The State in Capitalist Society)
Miliband rejeitava a ideia de uma elite muito dividida e competitiva, incapaz de formar uma dominação coerente do Estado como propunha Robert Dahl e também a tese de um Estado neutro, atuando como  árbitro do conflito social, entre agentes que atingiriam posições privilegiadas por conta de sua maior competência e trabalho, partindo de uma posição original de igualdade. O Estado era, sim, defensor dos interesses da classe dominante no seu conjunto. 
Ralph Milliband defendia um Labour Party mais radical, o partido não era suficientemente radical, segundo sua perspectiva teórica, nem em termos de reformas profundas. Caso impossível, o caminho era a criação de uma terceira força partidária.(Cfr Parliamentary Socialism, 1961). Seu projeto, claramente, era a negação da linha de Tony Blair que passou a dominar o partido nos fim dos anos 90, época não vivida por Ralph Miliband que faleceu em 1994. 
O poder material e cultural/ideológico da classe dominante conferiam uma vantagem estratégica, criando grandes  dificuldades para a criação de um projeto efetivo das esquerdas. A classe dominante usa de modo muito competente esse poder na defesa de suas vantagens estratégicas afirmava. Criticou categorias como ditadura do proletariado e centralismo democrático de Lênin, e respondeu às críticas movidas contra o marxismo, relativas ao determinismo, economicismo e totalitarismo supostamente intrínsecos da teoria (Cfr Estado na sociedade capitalista,1968, Marxismo e Política 1977)

## Obras
- Parliamentary Socialism: A Study of the Politics of Labour, 1961
- The State in Capitalist Society, 1969
- Marxism and Politics, 1977
- Capitalist Democracy in Britain, 1982
- Class Power and State Power, 1983
- Divided Societies: Class Struggle in Contemporary Capitalism, 1989
- Socialism for a Sceptical Age, 1994